# Kabloonak
Pour plus de détails, voir Fiche technique et Distribution.
Kabloonak (« étranger » en langue inuit) est un film franco-canadien réalisé par Claude Massot en 1994.

## Synopsis
Tourné en Sibérie, Russie et Territoires canadiens du Nord-Ouest, il évoque le tournage du film Nanouk l'Esquimau de Robert Flaherty en 1919.

## Fiche technique
- Titre original : Kabloonak
- Réalisation : Claude Massot
- Scénario : Claude Massot et Sébastien Regnier
- Durée : 110 min.

## Distribution
- Charles Dance : Robert Flaherty
- Adamie Inukpuk : Nanook
- Natar Ungalak : Mukpullu
- Seporah Q. Ungalak : Nyla
- Georges Claisse : Wisconsin
- Matthew Saviakjuk-Jaw : Aviuk
- Bernard Bloch : Thierry Malet

## Source
- Éric Leguèbe, Cineguide.